# Lake Monticello
Lake Monticello é uma Região censo-designada localizada no estado norte-americano de Virginia, no Condado de Fluvanna.

## Demografia
Segundo o censo norte-americano de 2000, a sua população era de 6852 habitantes.

## Geografia
De acordo com o United States Census Bureau tem uma área de
24,2 km², dos quais 22,7 km² cobertos por terra e 1,5 km² cobertos por água.

## Localidades na vizinhança
O diagrama seguinte representa as localidades num raio de 32 km ao redor de Lake Monticello.